# Срцекрадица
Срцекрадица је девети албум певачице Мире Шкорић, објављен 1998. године за ПГП РТС. Продуцент албума је Александар Радуловић Фута.

## Песме на албуму
| Бр. | Песма                   |
| --- | ----------------------- |
| 1.  | Нека хвала              |
| 2.  | Љуби где ме боли        |
| 3.  | Гарантујем              |
| 4.  | Љубави је крај          |
| 5.  | Ако ми уништиш живот    |
| 6.  | Малер                   |
| 7.  | Врати нам се, друже мој |
| 8.  | Роба с грешком          |
| 9.  | Дозволи ми              |
| 10. | Срцекрадица             |

## Информације о албуму
- Продуцент: Александар Радуловић Фута
- Композитори: Александар Радуловић Фута, Бранислав Самарџић, Рођа Раичевић, Звонко Демировић, Верица Шерифовић, Dream Team, Mr.SS
- Текстописци: Марина Туцаковић, Љиљана Јорговановић, Весна Петковић, Саша Милошевић
- Аранжмани: Александар Радуловић Фута, Dream Team (4)
- Гитаре: Драган Јовановић Шањика
- Виолине: Перица Васић
- Пратећи вокали: Фута, Жељко Самарџић, Тап 011
- Тон-мајстор: Драган Вукићевић Вукша, Раде Ерцеговац, Борис Вртачник
- Фотографије: Дејан Милићевић[1]